# Erich Zeeck

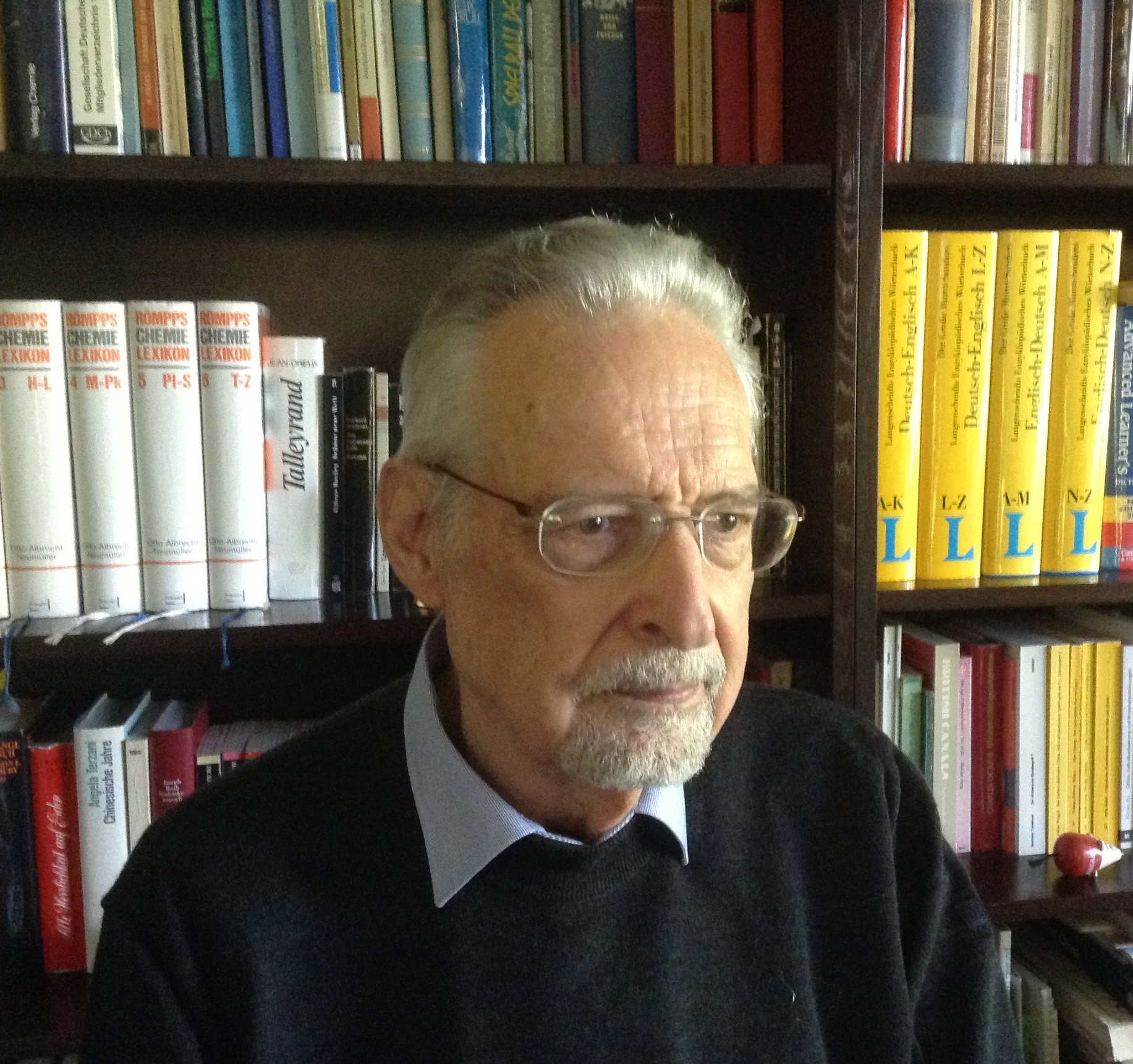
Erich Zeeck

Erich Hans Christian Zeeck (* 1. November 1932 in Rostock; † 21. September 2021 in Oldenburg) war ein deutscher Chemiker. Er lehrte 1971 bis 1974 als außerplanmäßiger Professor für Physikalische Chemie an der Technischen Universität Berlin und ab 1975 bis zu seiner Emeritierung 2001 als ordentlicher Professor für Physikalische und Allgemeine Chemie an der Carl von Ossietzky Universität Oldenburg.

## Leben
Nach dem 1953 an der Internatsoberschule Plön/Holstein (siehe Gymnasium Schloss Plön) mit Auszeichnung abgeschlossenen Abitur begann er an der Universität Tübingen als Stipendiat der Studienstiftung des Deutschen Volkes das Chemiestudium, wechselte 1957 an die Ludwig-Maximilians-Universität München und wurde dort 1962 bei Georg-Maria Schwab und J. Voitländer mit dem Dissertationsthema „Chemisorptionsuntersuchungen mit Mikrowellenmeßmethoden“ promoviert. Anschließend arbeitete er als Postdoc bei Hermann Hartmann an der Universität Frankfurt auf dem Gebiet der Theoretischen Chemie, wurde 1966 wissenschaftlicher Assistent bei Günter Gliemann an der Technischen Universität Berlin und habilitierte sich dort 1970 unter Vorlage der Habilitationsschrift  „(p-d)π-Bindung in Verbindungen des Siliciums, Phosphors, Schwefels und Chlors“. 1971 erhielt er den Ruf auf eine Position als Wissenschaftlicher Rat und Professor an der Technischen Universität Berlin und 1975 den Ruf auf eine ordentliche Professur für Physikalische und Allgemeine Chemie an der Carl von Ossietzky Universität Oldenburg. 2001 wurde er emeritiert.
Erich Zeeck war in erster Ehe mit der Ärztin Ute Zeeck, geborene Mauritz, und in zweiter Ehe mit Anna Xiulan Zeeck, einer aus China stammenden deutschen Schriftstellerin, Übersetzerin und Verlegerin verheiratet. Aus erster Ehe gingen die Kinder Almut Zeeck, Ulrike Zeeck und Peter Zeeck hervor.
Axel Zeeck – ein Vetter von Erich Zeeck – ist emeritierter Professor für Organische Chemie an der Georg-August-Universität Göttingen.

## Wirken
Schwerpunkte von Zeecks Forschung waren theoretische Untersuchungen zu Fragen der chemischen Bindung, Untersuchungen über Eindringen und Metabolisierung carcinogener Substanzen in Säugetierzellen und in den letzten Jahrzehnten seiner Tätigkeit die chemische Identifizierung von Sexualpheromonen mariner Invertebraten (Wirbellosen). Es gelangen in seiner Arbeitsgruppe die ersten Strukturaufklärungen solcher Pheromone bei marinen Invertebraten überhaupt.

## Werke (Auswahl)
Zeeck hat im Laufe seiner Forschungstätigkeit mehr als 50 Publikationen in Fachzeitschriften und Beiträge in Büchern verfasst, unter anderem:
- H. Hartmann, E. Zeeck und A. Ludi: Berechnung von Zuständen komplexer Ionen mit Zentralfeldfunktionen, Theor. Chim. Acta 3, 182 (1965).
- E. Zeeck und  J. Voitländer: Untersuchungen an pulverförmigen Halbleitern mit Hilfe von Mikrowellen, Z. angew. Physik 28, 137 (1969).
- E. Zeeck und J. Voitländer: Anwendungsbereich der vereinfachten Maxwell-Wagnerschen Theorie. In: Zeitschrift für Naturforschung A. 24, 1969, S. 1837 (online).
- E. Zeeck: Expanded orbitals in SCF-LCAO-MO computations and reliability of virtual orbitals, Mol. Physics 18, 285 (1970).
- E. Zeeck: Ab initio-Rechnungen über die Behinderung der freien Drehbarkeit der Methylgruppe in Propylen, Theoret. chim. Acta 16, 155 (1970).
- E. Zeeck: (p – d)π-bonding and hyperconjugation in vinylsilane, Theoret. chim. Acta 35, 301 (1974).
- E. Zeeck und H. Kowitz: Accumulation of carcinogens and drugs in cells as determined by fluorescence microscopy  In:  J. Rydström,  J. Montelius und M. Bengtsson (Herausgeber), Extrahepatic drug metabolism and chemical carcinogenesesis, Elsevier, Amsterdam 1983.
- H. Kowitz und E. Zeeck: Inhibition of the uptake of benzo(a)pyrene in cells by polyamines, Chemico-Biological Interactions 53, 365 (1985).
- E. Zeeck, J. D. Hardege, H. Bartels-Hardege und G. Wesselmann: Potential sex pheromone in Platynereis dumerilii – identification and synthesis, Tetrahedron Lett. 31, 5613 (1990).
- E. Zeeck,  J. D. Hardege, N. Ikekawa und Y. Fujimoto: Sex pheromones in marine polychaetes: Steroids from ripe Nereis succinea, Steroids 59, 341–344 (1994).
- M. Beckmann,  J. D. Hardege und E. Zeeck: Effects of the volatile fraction of crude oil on spawning behavior of nereids (Annelida Polychaeta), Environ Res. 40, 267 – 276 (1995).
- Erich Zeeck, Tilmann Harder, Manfred Beckmann und Carsten T. Müller: Marine gamete- release pheromones, Nature 382, 214 (1996), doi:10.1038/382214a0.
- Ingo Röhl, Bernd Schneider, Bettina Schmidt und Erich Zeeck: L-Ovothiol A: The egg release pheromone of the marine polychaete Platynereis dumerilii. In: Zeitschrift für Naturforschung C. 54, 1999, S. 1145–1147 (online).